# FC Türkiye Wilhelmsburg
Der FC Türkiye Wilhelmsburg (vollständiger Name: Fußballclub Türkiye Wilhelmsburg 2000 e. V.) ist ein Sportverein aus dem Hamburger Stadtteil Wilhelmsburg. Die erste Fußballmannschaft spielt in der fünftklassigen Oberliga Hamburg.

## Geschichte
Der Verein wurde im Jahre 2000 von in Hamburg lebenden Türken gegründet und schaffte bereits fünf Jahre später den Aufstieg in die Bezirksliga. Dort gelang als Vizemeister der Durchmarsch in die Landesliga. Nach einem zehnten Platz in der Aufstiegssaison mussten die Wilhelmsburger 2008 wieder hinunter in die Bezirksliga. Es folgte der direkte Wiederaufstieg in die Landesliga, wo die Mannschaft in den Jahren 2010 und 2012 jeweils Vierter wurden. Schließlich wurde das Team im Jahre 2015 Meister und stieg in die Oberliga auf. In der Saison 2017/18 stiegen die Wilhelmsburger als Drittletzter wieder in die Landesliga ab. Der Wiederaufstieg gelang 2022 als Meister der Staffel Landesliga 2. In der Saison 2022/23 konnte mit dem 12. Tabellenplatz die Klasse gehalten werden.